# Valsul absolvenților (film)
Valsul absolvenților (titlul original: în rusă Школьный вальс, transliterat: Șkolnîi vals) este un film dramatic sovietic, realizat în 1979 de regizorul Pavel Liubimov, după romanul omonim al scriitoarei Anna Rodionova, protagoniști fiind actorii Elena Țîplakova, Serghei Nasibov, Iuri Solomin și Natalia Vilkina.

## Rezumat
Zosea și Goșa, doi absolvenți de școală pe care nimeni și nimic nu îi va împiedica să se iubească. După ce Zosea l-a informat pe Goșa că vor avea un copil și și-a dat seama că acesta era speriat, Zosea decide să trăiască o viață independentă chiar dacă va fi dificilă...

## Distribuție
- Elena Țîplakova – Zosea Knușevițkaia
- Serghei Nasibov – Goșa Korabliov
- Iuri Solomin – Pavel, tatăl Zosiei
- Natalia Vilkina – Ella, mama Zosiei
- Evghenia Simonova – Dina Soloviova
- Nina Menșikova – mama Dinei
- Elena Fetisenko – prietena Zosiei
- Ekaterina Durova – asistenta în spital
- Viktor Proskurin – maistrul
- Viktor Kamaev – tatăl Dinei
- Antonina Dimitrieva – directorul școlii
- Serghei Baciurski – Slava „din Pușkino
- Lidia Matasova – Lilia, colega de clasă
- Romualdas Vikșraitis – Anton, colegul de clasă cu ochelari mari
- Vera Balagovidova – Zinaida Nikolaevna, profesoara în vârstă
- Tigran Davîdov – un trecător beat
- Anna Rodionova – profesoara tânără (nemenționat)
- Natalia Horohorina – muncitoarea în constructii (nemenționat)

## Lansare
A fost lansat în anul 1978 și a avut parte de succes comercial, fiind vizionat de 19,4 milioane de spectatori în cinematografele din Uniunea Sovietică.